# 林謙治 (銀行家)
林 謙治（はやし けんじ、1948年12月16日 - ）は熊本銀行元頭取。地域経済活性化支援機構代表取締役社長。

## 来歴
1971年に西南学院大学経済学部を卒業し、福岡銀行に入行した。
2008年に熊本銀行代表取締役専務執行役員となり、2010年に代表取締役頭取（ふくおかフィナンシャルグループ取締役執行役員兼務）に就任した。
2014年に熊本銀行顧問となるとともに、地域経済活性化支援機構常務取締役に就任する。以後、地域経済活性化支援機構で代表取締役専務（2016年）を経て、2018年に代表取締役社長となる。2022年に旭日小綬章を受章。